# アンゲロス・バシナス
アンゲロス・バシナス（ギリシア語: Άγγελος Μπασινάς, ラテン文字表記: Angelos Basinas, 1976年1月3日 - ）は、ギリシャ・ハルキダ出身の元同国代表サッカー選手。現役時代のポジションはミッドフィールダー。

## 経歴

### クラブ
ギリシャのクラブ、パナシナイコスFCのユースチーム（アカディミア）出身で1995年にトップチームデビュー。ギリシャ代表には1998年8月18日のエルサルバドル戦（親善試合）でデビュー、2日後に行われた同国との第2戦で初得点も挙げている。2002 FIFAワールドカップ予選以来代表のレギュラーに定着。EURO2004では優勝を経験している。開幕戦となったポルトガル戦では51分にギオルゴス・セイタリディスがクリスティアーノ・ロナウドに倒されて得たPKをゴール右隅に確実に決めて決勝点を挙げた。また同カードの決勝戦では57分にコーナーキックからアンゲロス・ハリステアスの決勝点をアシストしている。
2007-08シーズンでRCDマヨルカとの契約が終了、その後AEKアテネFCに加入した。2009年2月、ポーツマスFCと1年半の契約を結んだと発表した。
2010年にはACアルル・アヴィニョンと契約を結んだものの、2ヶ月で退団した。

## タイトル

### クラブ
パナシナイコス
- ギリシャ・スーパーリーグ : 1995-96, 2003-04
- キペロ・エラーダス : 2003-04

### 代表
- UEFA欧州選手権 : 2004